# 火炕

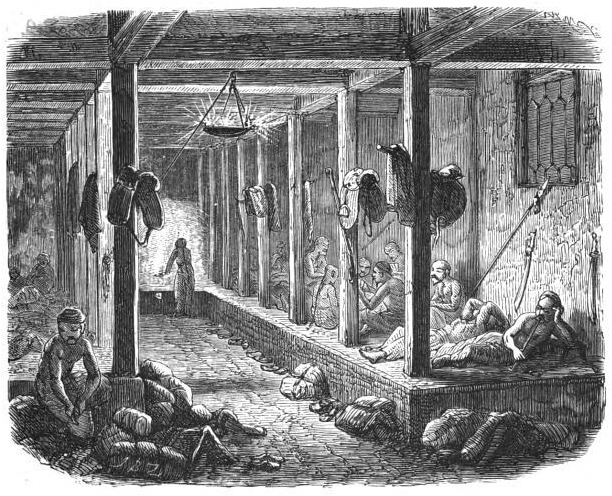
1887年にヘンリー・E・M・ジェームズが見た、吉林省通化市の東にある当時の荒野で、一部屋の宿の客が分け合っていた大きな火炕

火炕（拼音: huǒ kàng; 満洲語: ᠨᠠᡥᠠᠨ、転写: nahan、カザフ語: кән）または炕（カン、拼音: kàng）、床炕は、冬の寒さの厳しい中国北部で使用される、一般的な生活、仕事、娯楽、睡眠のための伝統的な長い（2メートル以上）台状の床暖房システムである。レンガなどの焼き物で築かれ、近年ではコンクリート製のものもある。
火炕の内部の空洞は、複雑な煙道システムにつながっており、薪や石炭を用いる暖炉からの高温の排気や、隣接する調理部屋からのかまどの排気、時には床下に設置されたストーブからの熱排気を流す。これにより、排気（燃焼源からの熱を多く含む）と室内との接触時間が長くなり、部屋への熱の伝導や再利用が増える。古代ローマのハイポコーストのような中央暖房である。火炕を循環する煙の量をコントロールするために、別の炉を用いることもあり、暖かくなっても快適に過ごすことができる。一般的に、火炕は部屋の3分の1から2分の1の面積を占め、夜は寝るために、昼間は他の活動をするために使用される。床全体を覆うタイプのものは地炕（拼音: dìkàng）と呼ばれる。

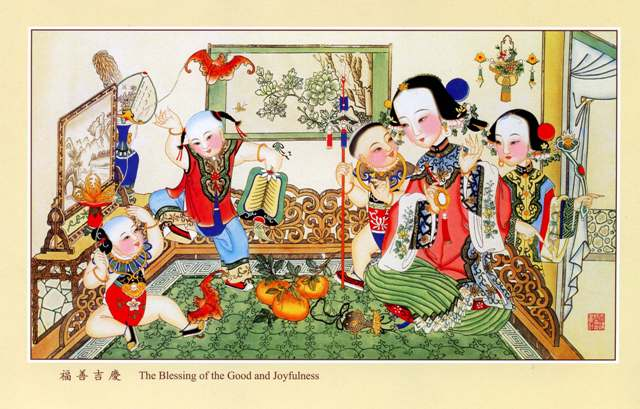
『福善吉慶』。家の女性に乳母がついている。子供たちは火炕の上で遊んでいる。

ヨーロッパのコックルストーブのように、巨大な石材により保温する。所望の表面温度に達するためには数時間の加熱が必要だが、適切に設計されたベッドは十分な温度まで上昇し、火を使わなくても一晩中暖かさを保つことができる。

## 歴史
火炕は、新石器時代に中国で発明された「火墙」と呼ばれる床暖房に由来すると西安市盤浦の建物跡の考古学的発掘調査で分析されている。しかし、遼寧省瀋陽市の遺跡では、7200年前から床暖房を使用していたことが確認されている。この遺跡のベッドは、床に10cmの粘土を敷き詰めたものである。このベッドは、寝る前に床を火で炙って灰を払うだけの「炙地」で暖められていた。唐の詩人・孟郊は『寒地百姓吟』という詩の中でこのことを述べている。「无火炙地眠 半夜皆立号」（寝るときに床を暖める燃料がなく、夜中に寒くて立って泣いている）。発掘された例では、繰り返し燃やすことで、ベッドの表面が硬くなり、湿気を含みにくくなったと考えられている。
古代ローマのハイポコーストや朝鮮半島のオンドルに見られるような、単一の煙道を使った暖房台は、中国東北部（現）の領域で考案された。黒竜江省の1世紀の建物跡から、このタイプの暖房台の例が出土している。煙道はL字型で、レンガと石で作られ、石板で覆われている。
二重煙道システムを用いた暖房壁は吉林省にある4世紀の古代宮殿の建物から発見された。L字型の日干しレンガの長椅子に二重の煙道がある。構造は単一の煙道システムよりも複雑で、火炕と同様の機能を備えている。
「炕」は「乾かす」という意味で、121年の辞書に初めて記載された。699年から926年にかけ中国東北部に栄えた王朝・渤海国の都だった龍泉府（現在の黒竜江省寧海県）の宮城址で、最古の火炕の遺物が発見されている。

華北に騎馬民族が進出した南北朝時代は、中国の文化が劇的に変化した。生活様式も床に直に座る生活から、椅子を用いる生活スタイルが主流になったことで、火炕もベッド型の設計に進化した可能性がある。また、『水経注』からは、北魏の時代に床暖房があったことを示す文献的証拠が得られるが、明確に地炕と名付けられているわけではない。
水東有觀雞寺，寺內起大堂，甚高廣，可容千僧，下悉結石為之，上加塗塈，基內疎通，枝經脈散，基側室外，四出爨火，炎勢內流，一堂盡溫。蓋以此土寒嚴，霜氣肅猛，出家沙門，率皆貧薄，施主慮闕道業，故崇斯構，是以志道者多栖託焉。—酈道元、水経注

## 文化

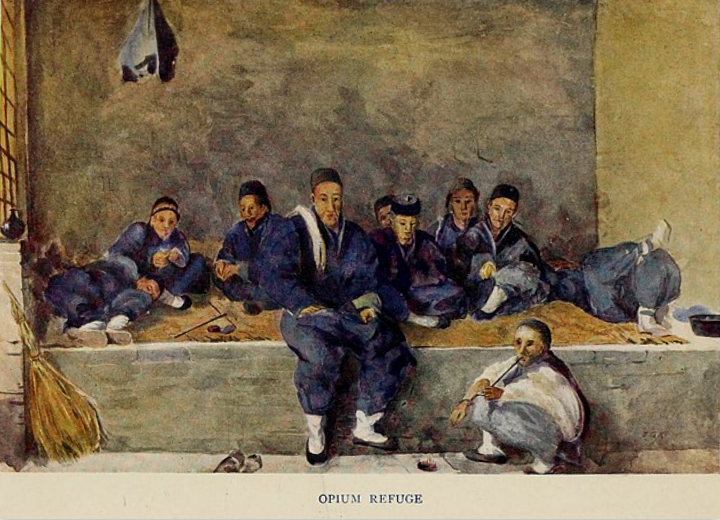
床炕（20世紀前半）

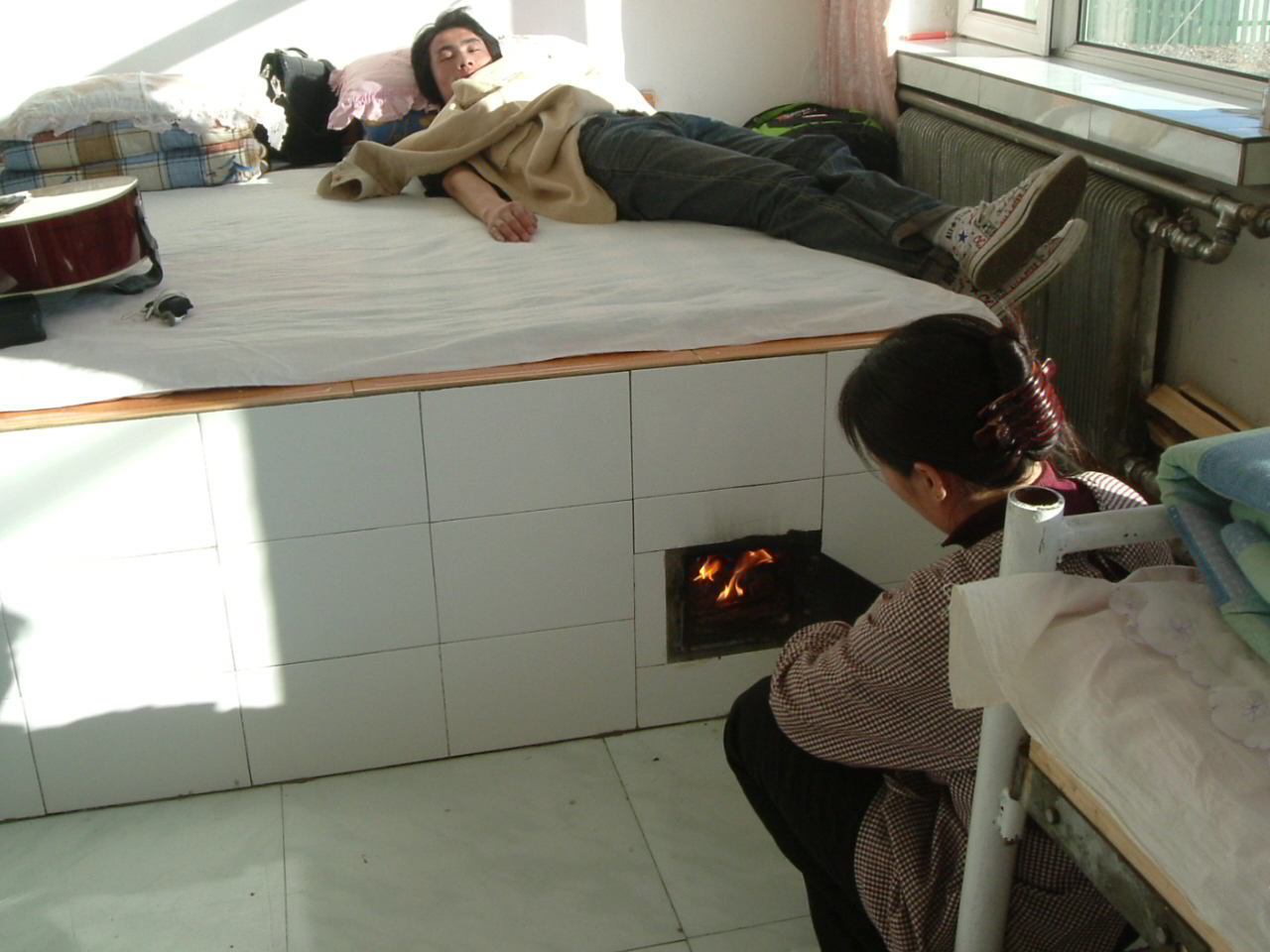
21世紀前半に中国の旅館で見かけた床炕（黒龍江省漠河市）。右側窓下の地域暖房に加えて補助的に使われている。

『中国伝統民居』には、火炕の図が数点掲載されている。火炕は中国北部、黄河の中流域の特徴的な土壌である黄土の保温力を利用することで、食事をしたり、部屋を暖めたりするのに使うと記されている。火炕は、ベッド自体の熱に加えて、輻射熱を発生させることにより間接的に室内空間を暖める。中国北部に広く分布する洞窟式の住居・窰洞も、火炕なしでは居住不可能であったと推測される。
また、寒さの厳しい満州北東部の伝統的住居においても、火炕は重要な役割を果たしていた。満州語で「ナハン」と呼ばれていた。また、満州族の弔いの習慣にも重要な役割を果たしている。故人は漢民族の慣習である中央のホールに置かれるのではなく、火炕の横に置かれる。遺体を乗せる板の高さは、故人の家柄や年齢を表している。